# Edelsmidse Brom

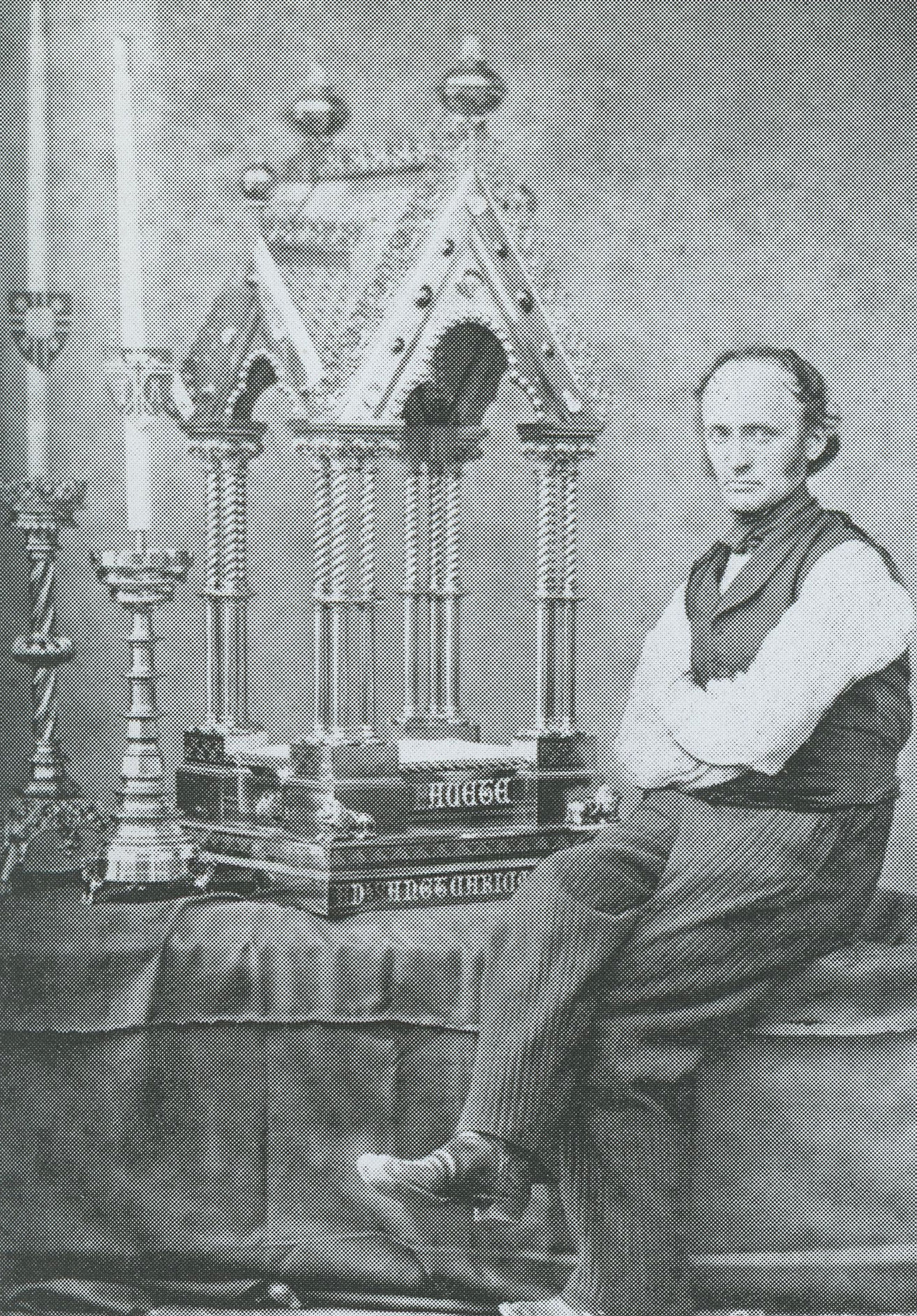
Gerard Bartel Brom (1831-1882) met expositietroon voor de Sint-Bavokerk in Oud Ade

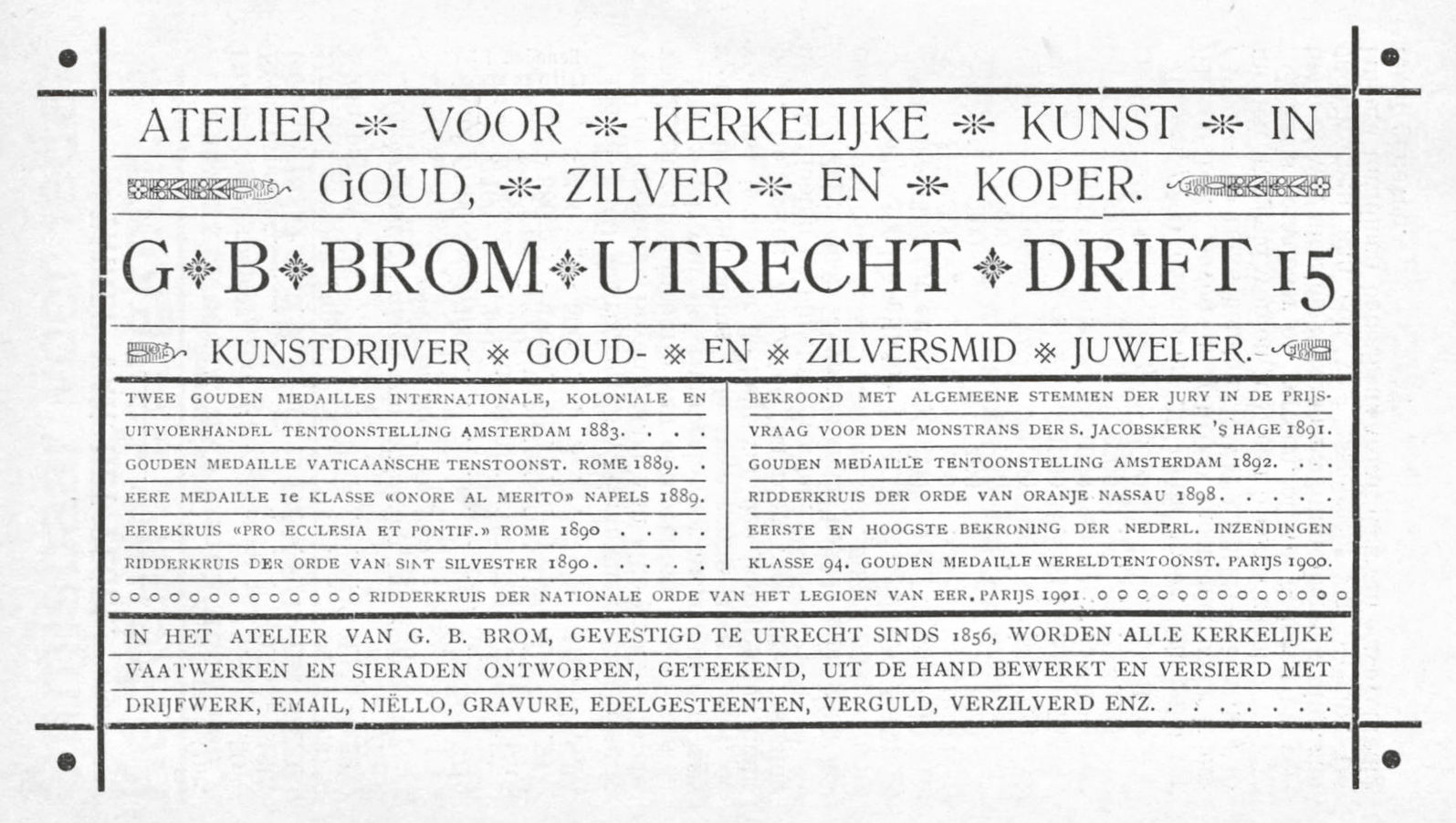
Advertentie Atelier voor kerkelijke kunst G.B. Brom (1902)

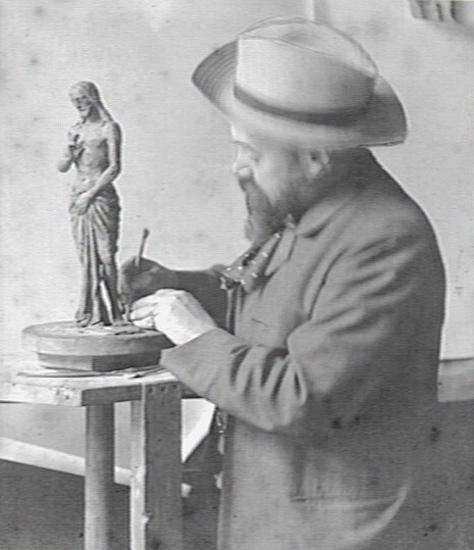
Jan Hendrik Brom (1860-1915)

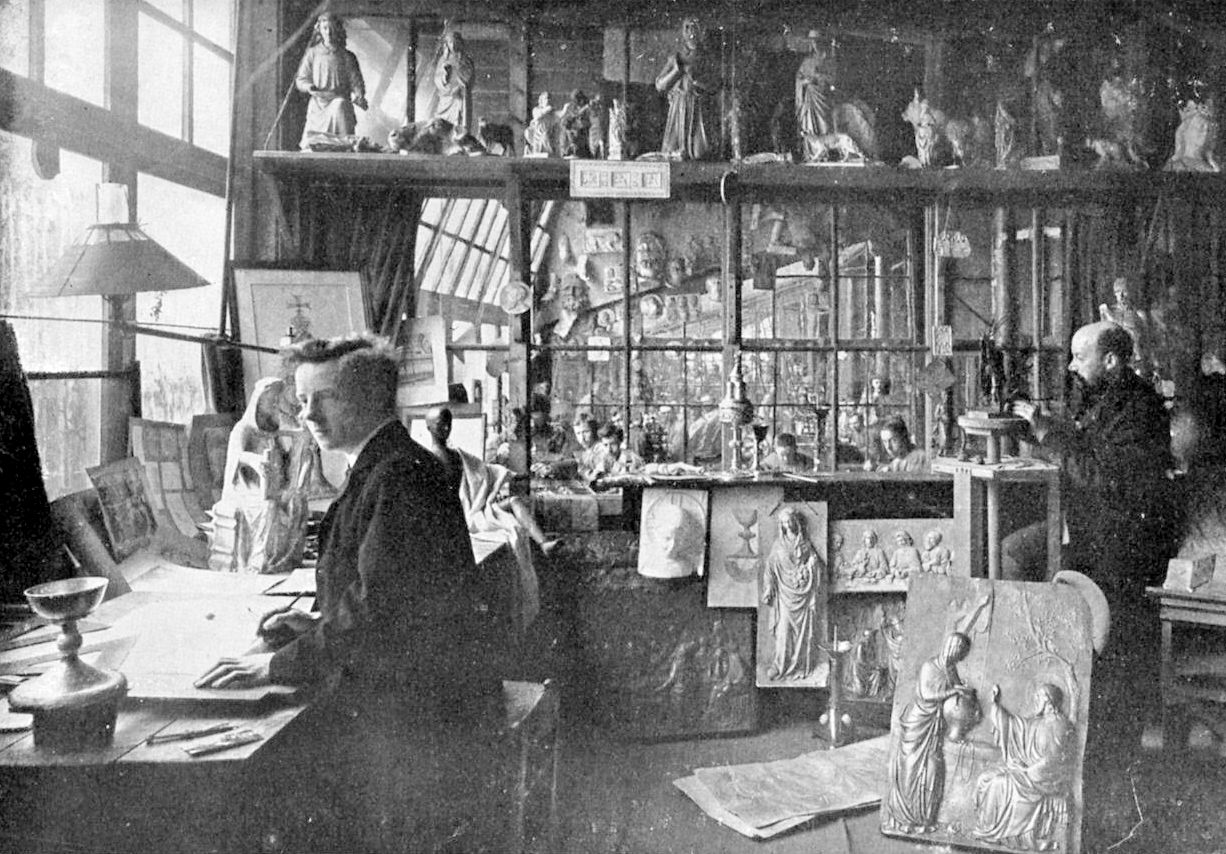
Jan Eloy en Jan Hendrik Brom in het atelier

Edelsmidse Brom was een Nederlandse onderneming, gevestigd in de stad Utrecht (1856-1961), gespecialiseerd in het maken van edel- en siersmeedkunst voor de Rooms-Katholieke Kerk. Het bedrijf wordt ook vermeld als Brom's Edelsmederij en Brom's Edelsmidse.

## Geschiedenis
Gerard Bartel Brom (1831-1882) was als werkman in dienst bij Van Kempen in Utrecht. In 1856 begon hij voor zichzelf met een koperslagerij en geelgieterij aan de Oudegracht. Hij maakte onder meer stilistisch neogotisch kerkelijk vaatwerk. De vraag groeide, Brom verhuisde zijn bedrijf naar de Springweg, breidde uit en nam meer mensen in dienst. Samen met architect Alfred Tepe, kunstenaar Friedrich Wilhelm Mengelberg en orgelbouwer Michaël Maarschalkerweerd, was Gerard Brom (en later zijn zoon) betrokken bij de bouw en inrichting van een groot aantal kerken. 
In 1882 overleed Gerard Bartel Brom en nam zijn zoon Jan Hendrik (1860-1915) de zaak over. Net als zijn vader maakte hij kerkelijk vaatwerk, maar ook grotere stukken als altaren en doopvonten. In 1898 verhuisde hij het bedrijf naar de Drift 15. Rond 1900 stapte Jan Hendrik af van de neogotiek en koos voor modernere ontwerpen. Hij overleed in 1915, waarna de leiding over de edelsmederij werd overgenomen door zijn zoons Jan Eloy (1891-1954) en Leo (1896-1965). Jan Eloy was vooral de ontwerper van de twee, Leo was meer uitvoerder die het beitel- en drijfwerk aan de werken verzorgde. Hun zus Joanna (1898-1980) en Jan Eloys vrouw Hildegard Brom-Fischer (1908-2001) waren ook actief in het bedrijf. De broers moderniseerden het bedrijf en breidden het uit. Ze hadden op een gegeven moment ruim vijftig mensen in dienst en exporteerden ook naar het buitenland. Meerdere kunstenaars hadden hun leertijd bij Brom of waren later in hun loopbaan voor het bedrijf actief, onder wie Jos Pirkner, Wilfried Put, Jo Uiterwaal, Steph Uiterwaal, Jacques de Wit en Maarten Zwollo. In 1924 openden de broers een winkel onder de naam Sint-Bernulphushuis in Amsterdam, vanaf 1931 hadden Joanna Brom en Hildegard Fischer hier de dagelijkse leiding. Het Bernulphushuis werd in 1933 gesloten.
Jan Eloy Brom overleed in 1954. In 1961 werd het bedrijf door Leo Brom gesloten, wegens een afnemende vraag naar religieuze kunst en gebrek aan een opvolger. In het pand aan de Drift is later een door Pieter d'Hont gemaakte gevelsteen geplaatst, die herinnert aan Edelsmidse Brom. Het archief van het bedrijf (tekeningen, schetsen, foto's), de bedrijfsadministratie en het familiearchief zijn ondergebracht bij het Katholiek Documentatie Centrum.

## De familie

### Gerard Bartel Brom
Gerardus Bartholomeus Brom (Amersfoort, 24 augustus 1831 - Utrecht, 29 maart 1882) was een zoon van Jan Brom (1793-1864) en Alijda Schoonderbeek. Hij was lid van het St. Bernulphusgilde.

### Jan Hendrik (Jan) Brom
Johannes Henricus Brom (Utrecht, 21 juli 1860 - aldaar, 1 februari 1915), leerde de smeedkunst van zijn vader en boetseren en tekenen van Friedrich Wilhelm Mengelberg. Hij was bestuurslid van het Genootschap Kunstliefde en het Utrechtsch Museum van Kunstnijverheid.

### Jan Eloy Brom
Joannes Gerardus Josephus Eligius (Jan Eloy) Brom (Utrecht, 23 augustus 1891 - aldaar, 14 februari 1954) volgde opleidingen aan de Polytechnic School of Arts in Londen, de Königliche preussische Zeichenakademie in Hanau en de Rijksakademie van beeldende kunsten in Amsterdam. Hij was conservator van het Aartsbisschoppelijk Museum en het het Museum voor Nieuwe Religieuze Kunst (voorlopers van het Museum Catharijneconvent). Hij werd meerdere malen onderscheiden en ontving in 1953 een gouden erering, de hoogste onderscheiding voor edelsmeedkunst.

### Leo Brom
Leo Hendrik Maria Brom (Utrecht, 30 mei 1896 - Arnhem, 6 januari 1965) volgde een opleiding aan de Kunstnijverheidsschool in Utrecht en vervolgens aan de Rijksakademie voor Beeldende Kunsten in Amsterdam, waar hij les had van onder anderen Bart van Hove en Carel Dake. Hij was lid van het Genootschap Kunstliefde. Hij was eigenaar van de Kantharos van Stevensweert.

### Joanna Brom
Joanna Wilhelmina Francisca Paula Brom (Utrecht, 8 november 1898 - aldaar, 29 mei 1980) werd opgeleid door Maria Cyrenius en Curt Hoelloff. Ze werkte tot 1958 in het bedrijf als edelsmid en emailleur en maakte onder meer siervoorwerpen en sieraden. Ze was lid van het Genootschap Kunstliefde.

### Hildegard Brom-Fischer
Hildegard Maria Margarete Brom-Fischer (Coesfeld, 16 juli 1908 - Utrecht, 22 april 2001) was de echtgenote van Jan Eloy. Ze werkte in het bedrijf als naaldkunstenaar en maakte onder andere diverse wandkleden.

## Werk
In de edelsmederij werden onder andere doopvonten, kruiswegstaties, communiebanken, kandelaars en reliekhouders, maar ook een aantal grotere beelden gemaakt.
Een van de bekendere werken van de firma Brom is de fontein op de pandhof van de Dom van Utrecht die werd ontworpen door Jan Hendrik. Zijn broer Gisbert Brom (1864-1915), historicus, kwam met het idee om de figuur van de 14e-eeuwse kanunnik en rechtsgeleerde Hugo Wstinc te gebruiken om de middeleeuwse wetenschap te verbeelden. Jan Eloy maakte het beeldje van Wstinc. Leo maakte de vier waterspuwende draken en de acht leeuwenkoppen op de zuil. De fontein werd onthuld in september 1916. Jan Hendrik en Gisbert hebben het uiteindelijke resultaat niet gezien, ze overleden beiden in februari 1915.

### Enkele werken
| titel/omschrijving                                 | locatie                                          | jaar      | makers                      |
| -------------------------------------------------- | ------------------------------------------------ | --------- | --------------------------- |
| schrijn voor Onze-Lieve-Vrouwe van Aarle-Rixtel    | Aarle-Rixtel, Kapel O.L.Vrouw In Het Zand        | 1951      | Jan Eloy & Leo              |
| kaft Missale Romanum                               | Achterveld, St.Jozefparochie                     | 1957      | Joanna                      |
| Bentincklantaarn                                   | Amerongen                                        | 1919      |                             |
| hoofdaltaar met ciborium, Maria-altaar en doopvont | Amsterdam, Sint-Agneskerk                        | 1931-1932 | Jan Eloy & Leo              |
| geëmailleerd kruis boven het hoofdaltaar           | Amsterdam, Sint-Agneskerk                        | 1931-1932 | Joanna                      |
| Wapenschilden Kohnstammhuis                        | Amsterdam, Kohnstammhuis                         | 1958      | Leo                         |
| bronzen preekstoel                                 | Amsterdam Oud-Zuid, Obrechtkerk                  | 1925      | Jan Eloy (ontwerp)          |
| Lebuinusschrijn                                    | Deventer, Broederenkerk                          | 1891      | Jan Hendrik                 |
| godin van het graan                                | Deventer, collectie Museum De Waag               | 1938      | Jan Eloy & Leo              |
| altaren                                            | Groningen, Sint-Franciscuskerk                   | 1933      | Jan Eloy                    |
| beeld Christus Koning                              | Groningen, R.K. Kerkhof                          | 1936      | Jan Eloy & Leo              |
| vaandel Vereniging St. Vincentius a Paolo          | Groningen, St. Jozefparochie                     | 1940/1950 | Hildegard                   |
| koorhek, tabernakel en communiebank                | Haarlem, Kathedrale basiliek Sint Bavo           | ca. 1898  | Jan Hendrik                 |
| beeld van Johannes de Doper                        | Laren, Sint-Jansbasiliek                         | 1933      | Leo                         |
| bronzen doopvont                                   | Leeuwarden, Sint-Bonifatiuskerk                  | 1929      | Jan Eloy & Leo              |
| Heilig Hartbeeld                                   | Loosduinen, bij OLV Hemelvaartkerk               | 1929      | Leo                         |
| retabel                                            | Maastricht, Koepelkerk                           | ca. 1925  | Jan Eloy & Leo              |
| reliekschrijn voor de heilige Lambertus            | Maastricht, Sint-Lambertuskerk                   | 1940      | Jan Eloy & Leo              |
| reliekkas voor de heilige Jeroen                   | Noordwijk, Oude Jeroenskerk                      | ?         | Gerard Bartel               |
| expositietroon                                     | Oud Ade, Sint-Bavokerk                           | 1868      | Gerard Bartel               |
| bronzen doopvont                                   | Overveen, OLV Onbevlekt Ontvangenkerk            | 1887/'88  | Jan                         |
| zilveren godslamp                                  | Rijsenburg, Sint-Petrus'-Bandenkerk              | 1877      | Gerard Bartel               |
| bronzen doopvont                                   | Sint Nicolaasga, Sint-Nicolaaskerk               | 1933      | Jan Eloy & Leo              |
| diverse stukken                                    | Utrecht, Sint-Willibrordkerk                     | ca. 1880  | Gerard Bartel & Jan Hendrik |
| altaar                                             | Utrecht, Sint Antoniuskerk                       | 1904      | Jan Eloy                    |
| Fontein met bronzen beeld Hugo Wstinc              | Utrecht, Pandhof van de Domkerk                  | 1913-1916 | 4 leden Brom                |
| reliekschrijn van H. Ludger                        | Utrecht, St. Ludgerkapel, St. Willibrordusstraat | ?         | Leo                         |
| Willibrordschrijn                                  | Utrecht, Catharijnekerk                          | 1939      | Jan Eloy & Leo              |
| koperen beeld Muze                                 | Utrecht, Stadsschouwburg                         | 1941      | Leo                         |
| diverse wandkleden                                 | Utrecht, Stadhuis                                | 1950      | Hildegard                   |
| wapenschild van kardinaal Johannes de Jong         | Utrecht, Zuidsingel                              | 1946      |                             |
| altaar                                             | Utrecht, Heilig Hartkerk                         | ?         | Jan Hendrik                 |

### Afbeeldingen

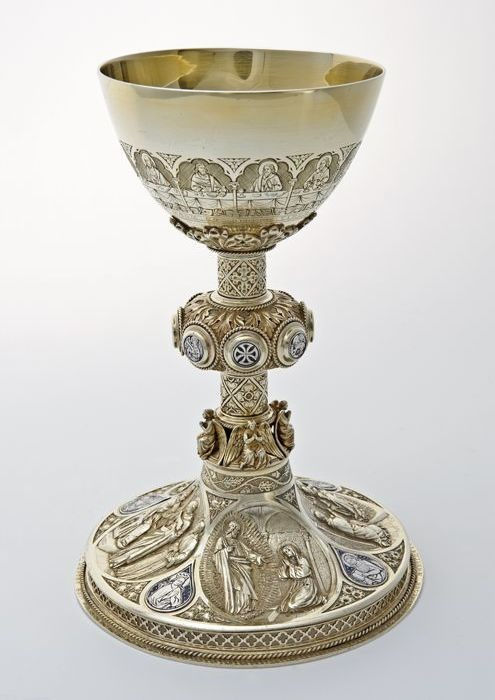
Kelk  (1898)
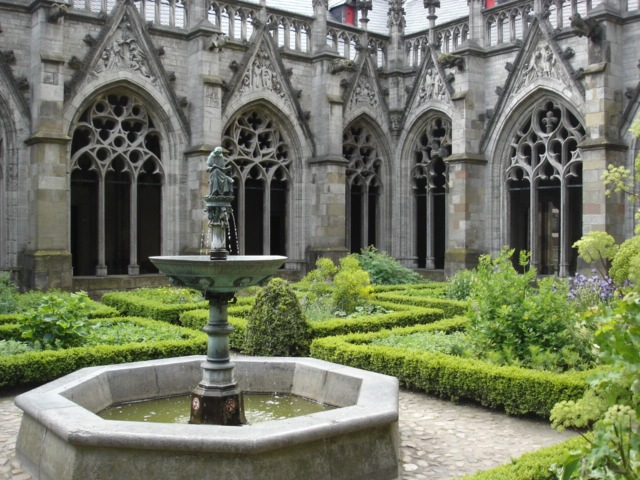
Wstincfontein Utrecht (1916)
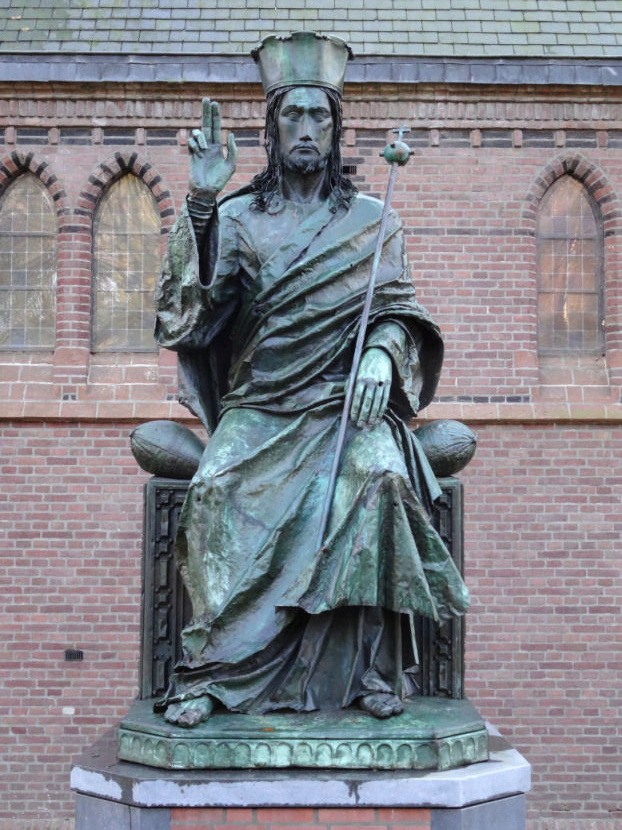
Christus Koning (1936), voor de St. Martinuskerk in Groningen
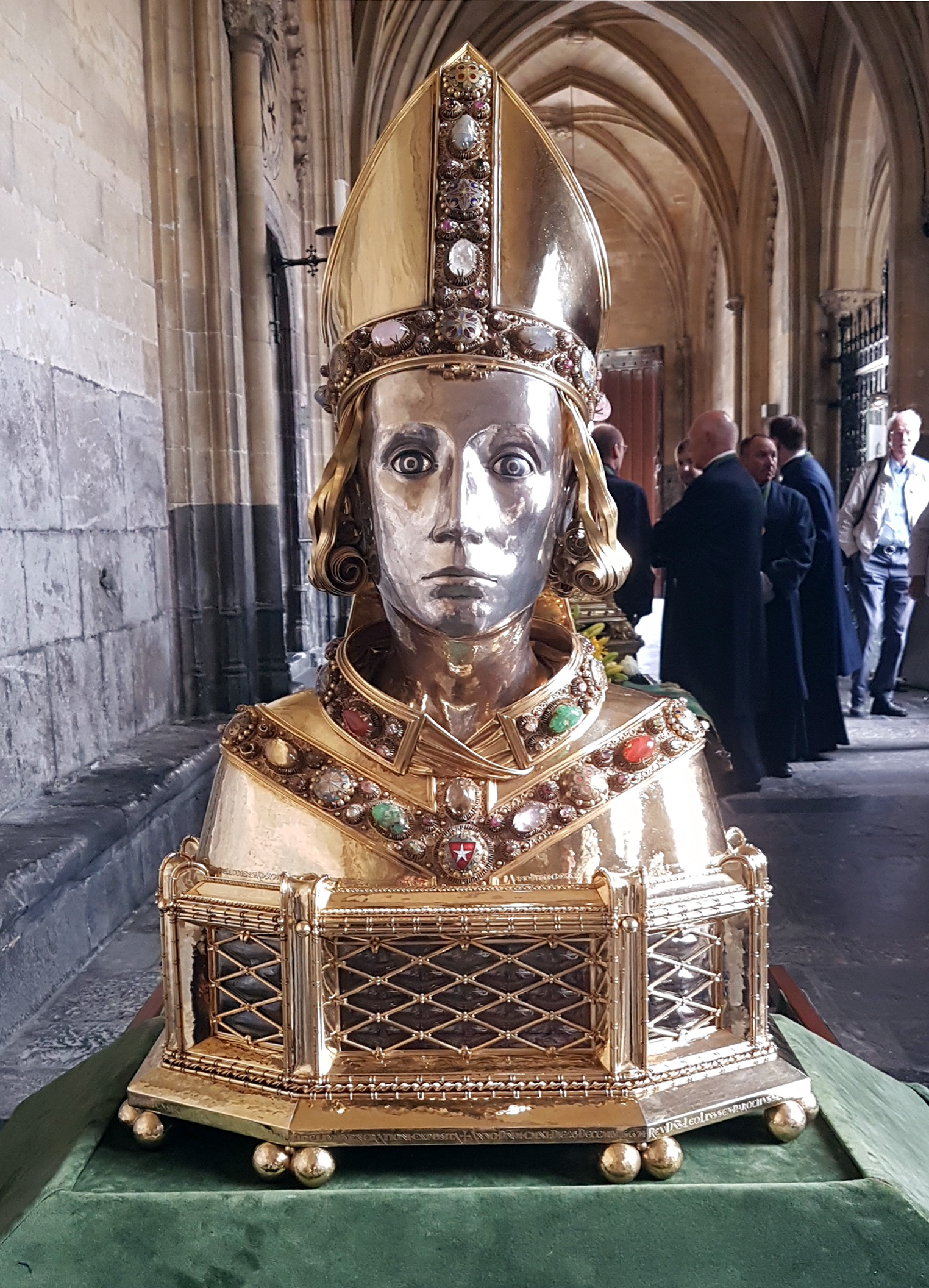
Reliekschrijn Sint-Lambertus (1940)
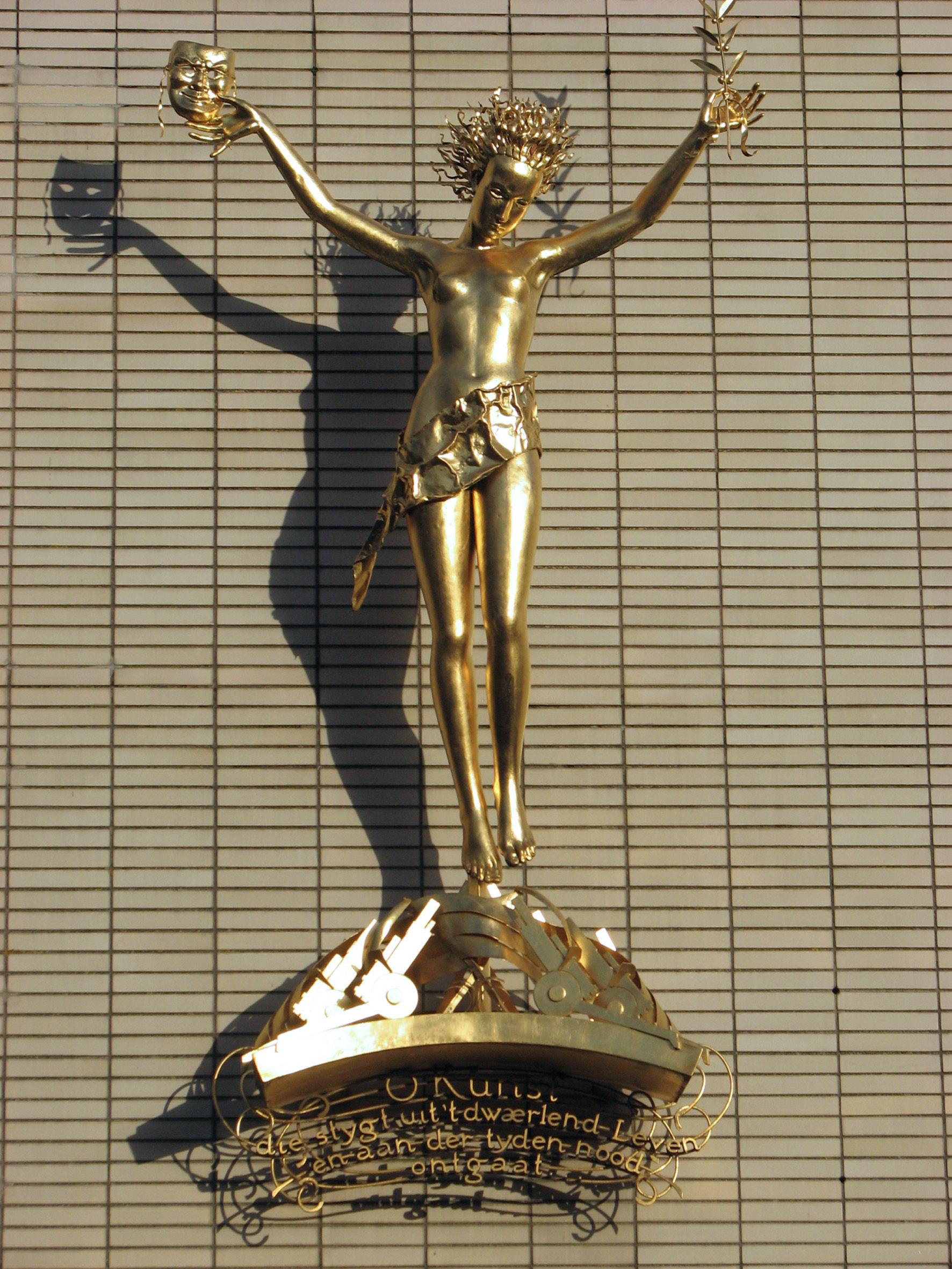
Muze (1941) aan de gevel van de Stadsschouwburg in Utrecht